# Margarites althorpensis
Margarites althorpensis är en snäckart som beskrevs av Dall 1919. Margarites althorpensis ingår i släktet Margarites och familjen pärlemorsnäckor. Inga underarter finns listade i Catalogue of Life.